# Superstar (canción)
«Superstar» es una canción de 1969 escrita por los músicos Bonnie Bramlett y Leon Russell, que ha sido interpretada por muchas bandas de distintos estilos musicales. Las versiones más conocidas son la de 1971 por The Carpenters, y la de 1994 por Sonic Youth. También existen otras, como la de Cher en 1970 bajo el sello Atco Records.

## Versión de The Carpenters
El sencillo «Superstar» de The Carpenters fue publicado el 12 de agosto de 1971 bajo el sello A&M Records en formato 7", y pertenece a su álbum Carpenters.

### Estadísticas
| Estadísticas (1971)                          | Máxima posición |
| -------------------------------------------- | --------------- |
| Canadian Singles Chart                       | 3               |
| Oricon (Japanese) Singles Chart              | 7               |
| UK Singles Chart                             | 18              |
| U.S. Billboard Hot 100                       | 2               |
| U.S. Billboard Hot Adult Contemporary Tracks | 1               |

## Versión de Sonic Youth
Superstar es un sencillo split de la banda Sonic Youth junto con varias otras, dependiendo de la versión de la tirada. Pertenece al álbum tributo a The Carpenters titulado If I Were a Carpenter, lanzado en septiembre de 1994 por el sello A&M Records. En el Lado A incluye el tema Superstar, en tanto que el Lado B, dependiendo de la canción, puede contener: «Yesterday Once More» de Redd Kross, la versión «Superstar» de The Carpenters, «For All We Know» de Bettie Serveert, o bien «Let me be the one» de Matthew Sweet.

### Lista de canciones
| N.º | Título                                     | Duración |  |
| 1.  | «Superstar» (Lado A, cover de Sonic Youth) |          |  |
| 2.  | «varios títulos» (Lado B, varios artistas) |          |  |